# 松博尔
松博尔（羅馬化：Sombor，發音：[sɔ̂mbɔr]），或译索姆博尔，是塞尔维亚伏伊伏丁那自治省北部西巴奇卡區的城市及该区的行政中心。城市面积为1,216.80平方公里，2022年人口数量为70,818人，中心城区的人口数量为41,814人。

## 友好城市
- 匈牙利包姚
- 匈牙利基什派什特
- 克罗地亚奥西耶克
- 波斯尼亚和黑塞哥维那图兹拉
- 克罗地亚武科瓦尔